# Myrmecaelurus fallax
Myrmecaelurus fallax is een insect uit de familie van de mierenleeuwen (Myrmeleontidae), die tot de orde netvleugeligen (Neuroptera) behoort. 
Myrmecaelurus fallax is voor het eerst wetenschappelijk beschreven door Hölzel in 2002.